# Varoš Bosiljevska
Varoš Bosiljevska is een plaats in de gemeente Bosiljevo in de Kroatische provincie Karlovac. De plaats telt 39 inwoners (2001).